# Mińska Fabryka Łożysk
Mińska Fabryka Łożysk (ros. Минский Подшипниковый Завод ОАО) – białoruski producent łożysk tocznych z siedzibą w Mińsku pod marką MPZ, a w przeszłości GPZ-11.

## Historia
W 1948 r. Rada Ministrów ZSRR wydała rezolucję „W sprawie budowy zakładu nr 11 w Mińsku”.
13 sierpnia 1951 r. zostało wyprodukowane pierwsze łożysko pod marką GPZ-11.
W maju 2023 roku Ukraina nałożyła sankcje na zakład. W styczniu 2025 r. Kanada ujednoliciła sankcje wobec zakładu.